# Московское (Шахтёрский городской совет)
Московское (укр. Московське) — посёлок, входящий в Шахтёрский городской совет Донецкой области Украины. Находится под контролем самопровозглашённой Донецкой Народной Республики.

## География

#### Соседние населённые пункты по странам света
С: Петропавловка, Красный Луч
СЗ: —
СВ: Рассыпное (село), Рассыпное (посёлок), Балочное
З:  Стожково, Стожковское
В: Ровное, Пелагеевка
ЮЗ: Контарное, город Шахтёрск
ЮВ, Ю: город Торез

## Население
Население по переписи 2001 года составляло 1 025 человек.

## Общая информация
Почтовый индекс — 86240. Телефонный код — 6255. Код КОАТУУ — 1415345700.

## Местный совет
86241, Донецкая область, Шахтёрский городской совет, пгт. Контарное, ул. Театральная, 1, 4-24-87

## Топографические карты
- Лист карты M-37-138 Красный Луч. Масштаб: 1 : 100 000. Состояние местности на 1982 год. Издание 1985 г.